# سرسونج (شوي بانة)
سرسونج (بالفارسية: سرسونج) هي قرية تقع في إيران في البلدة المركزية. يقدر عدد سكانها بـ 44 نسمة بحسب إحصاء 2016.